# Donato Bramante
Donato "Donnino" di Angelo di Pascuccio poznat kao Il Bramante (Fermignano, 1444. – Rim, 11. travnja 1514.) bio je talijanski arhitekt i slikar, među najboljima u renesansi. Obrazovanje je stekao u Urbinu, jednom od kulturnih centara Italije 15. stoljeća. Ranije je djelovao u Milanu utjecavši tako na razvoj lombardijske renesansne umjetnosti, potom u Rimu gdje je projektirao baziliku Sv. Petra. Bio je najznačajniji arhitekt na prijelazu iz 15. u 16. stoljeće i u sazrijevanju klasicizma cinquecenta toliko da su arhitekti onoga doba njegovo djelo uspoređivali s arhitekturom Starog Rima i njega smatrali "izumiteljem i svjetlom dobre i prave arhitekture".

## Životopis i djelo

### Obrazovanje
Rođen u Monte Astrualdu 1444. (danas Fermignano) u blizini Urbina, a svoje umjetničko obrazovanje stekao je u Montefeltru. Razdoblje školovanja i prva djelovanja nisu dokumentirana. Skoro je sigurno da je do 1476. ostao u Urbinu gdje je vjerojatno bio učenik Fra Carnevalea i postao slikar "prospectivo", što znači da se specijalizirao u geometrijskoj konstrukciji prostora, najčešće arhitektonskog, koji čini pozadinu oslikane scene. Vjerojatno je također bio učenik pomoćnik Piera della Francesce i upoznao je Melozza od Forlija koji će kasnije utjecati na njegovo slikarstvo.
U Urbinu je zasigurno upoznao Lucu Sgnorellija, Perugina, Giovannija Santija, Pinturicchija i Francesca di Giorgia Martinija s kojim je vjerojatno surađivao i od kojeg je puno naučio o arhitektonskoj umjetnosti. Možda je na putovanjima u Lombardiji došao u kontakt s djelima Mantegne i Leona Battista Albertija i također s umjetničkim djelima centara kao što su Perugia, Ferrara, Venecija, Mantova i Padova.

### U Urbinu
Malo što je poznato o Bramanteovom umjetničkom djelovanju dok je u svojoj mladosti boravio u Urbinu. Postoji mogućnost da je radio na izgradnji duždeve palače vojvode Federica od Montefeltra koju je projektirao Lucijan Vranjanin.
Pripisuje mu se projektiranje crkve sv. Bernardina od Zoccolanti (talijanski: San Bernardino degli Zoccolanti), postavljene izvan gradskih zidina, po narudžbi vojvode Federica III. i namijenjene da postane mauzolej Montefeltra. Sadrži upravo grobnice Federica III. i Guidobalda I., vojvode Urbina. Međutim, trenutno prevladava mišljenje da se projektiranje pripiše Francescu di Giorgiju Martiniju, iako se uzima u obzir moguća izravna suradnja s mladim Bramanteom barem u fazi izgradnje mauzoleja.
Pripisuje mu se jedan prikaz bičevanja Krista postavljen unutar Oratorija dei Disciplinati od Sv. Franje u Perugi. Pretpostavlja se njegovo sudjelovanje u izgradnji Kapele Oprosta (talijanski: Capella del Perdono), postavljene unutar duždeve palače u Milanu, iako je to malo vjerojatno.

### U Milanu
Postoji dokumentacija o Bramanteovom djelovanju u Lombardiji 1477., kada je oslikao fasadu palače del Podestà (s figurama antičkih filozofa u arhitektonskim kadrovima od kojih je ostalo malo tragova u kojima se primjećuju sličnosti s Melozzom od Forlija). Po Vasarijevom mišljenju Bramante je u tom razdoblju radio i u drugim gradovima osim Bergama.
Pretpostavlja se da je 1478. prvi puta boravio u Milanu, možda poslan od Federica od Montefeltra kako bi pratio radove na njegovoj palači u Porti Ticinese, koju je nedavno dobio na dar od Galeazza Maria Sforze ili možda u pratnji Giovannia Antonia Amadea, kojeg je upoznao kod izgradnje kapele Colleoni.
Preselio se u Milano kako bi se bavio slikarstvom i ostao je sve do 1499. većinom radeći kao arhitekt za Ludovica Sforze. Dospio je u Lombardiju kad je već imao trideset i tri godine, s već stečenom širokom i zaokruženom kulturom koja sadrži majstorstvo u perspektivi, naučenom od Piera della Francesce, poznavanjem mnogih elemenata klasične arhitekture ivitruvijskog koncepta, prihvaćanjem albertijanskog klasicističkog modela. Takvo bogatstvo znanja omogućilo mu je da izvrši veliki utjecaj i autoritet na lombardijsku kulturu, paralelno s Leonardom da Vincijem prisutnim u Milanu počevši od 1482. s kojim nalazimo razmjene i međusobne utjecaje. Krajem 15. stoljeća Milano je bio centar kulture gdje se lokalna umjetnost gotičkog otiska susretala i djelom sukobljavala s arhitektima i umjetnicima potpuno renesansnog karaktera, podrijetlom iz središnje Italije, među kojima je Bramante ostavio najdugotrajniji otisak.

#### Prevedarijeva grafika
Iz prvih godina Bramanteove milanske aktivnosti potječe takozvana Prevedarijeva grafika iz 1481. Radi se o arhitektonskoj viziji koja predstavlja veličanstvenu unutrašnjost klasične arhitekture koju je ugravirao Bernardo Prevedari po Bramanteovom crtežu, čije se ime pojavljuje na jednom natpisu velikim tiskanim slovima (BRAMANTUS FECIT IN MEDIOLANO). Ta grafika dokazuje kako su mnoge teme Bramanteove arhitekture vezane za odnos s antikom i gradivom Leona Battiste Albertija, već zrele, čak dvadeset godina prije rimskih djela, primjerice korištenje lukova na potpornjima a ne na stupovima.
Bramanteu se pripisuje još jedna grafika koja predstavlja cestu u centralnoj perspektivi, s karakterima idealnog grada i koja sadrži mnoge arhitektonske motive koji pripadaju milanskoj arhitekturi toga razdoblja dominiranu sada već potpuno renesansnim stilom. U toj perspektivi nalazimo u centralnom dnu jedan slavoluk i jednu brunelleschijevsku kupolu, dok na bočnim dijelovima nalazimo dvije građevine s različitim karakteristikama: jednu s korintskim stupovima i trabeacijom u prizemlju, paraste i prozori s polukružnim lukom na prvom katu; druga ima pilastre koji podupiru lukove u prizemlju, dok na prvom katu prikazuje prozore u obliku timpanona i okule.

#### Slikarstvo
Bramante je u Lombardiji bio aktivan i kao slikar, iako nažalost ostaju samo poneke freske u Milanu i Bergamu. Sačuvani su dijelovi fresaka koji prikazuju Heraklita i Demokrita i vitezove (danas u pinakoteci u Breri), oslikani između 1486. i 1487. za kuću pjesnika Gasparea Viscontija, mecene i zaštitnika umjetnika, i drugi gotovo neprepoznatljivi dijelovi koji prikazuju antička antičke filozofe naslikane za palaču del Podestà u Bergamu. Freske na fasadi palače Fontana Silvestri koji su u cijelosti uništeni, također se pripisuju Bramanteu.
Tradicionalno mu se također pripisuje jedna slika na dasci, Krist na stupu, u opatiji Chiaravalle i freska poznata kao Od Arga u sobi blaga u dvorcu obitelji Sforza.
Njegov učenik je bio slikar Bartolomeo Suardi poznat kao Bramantino i imao je važan utjecaj na slikarsku kulturu Lombardije i općenito sjevera, proširujući osjetljivost za prikazivanje perspektive. U sljedećem razdoblju boravka u Rimu čini se da je Bramante zapostavio slikarsku aktivnost, možda zbog zauzetosti na velikim papinskim građevinskim zahvatima.

#### Kulturna susretanja s Leonardom i na dvoru
Godine 1487. Bramante je sudjelovao, kao i Leonardo, Francesco di Giorgio Martini, Giovanni Antonio Amadeo i drugi na natječaju za kupolu milanske katedrale, predstavivši projekt s kvadratnim tlocrtom i s izravnim naslanjanjem na stupove, za kojeg je izradio danas izgubljeni drveni model i koji je možda prikazan na grafici u traktatu njegovog učenika Cesarea Casariana. O tom pitanju Bramante je napisao izvješće poznato kao "Opinio super Domicilium seu Templum Magnum". Radi se o jedinom sačuvanom Bramanteovom teoretskom spisu o arhitekturi, u kojem u skladu s Vitruvijevim tumačenjem naznačuje "snagu, sklad s okolnim strukturama, lakoću i ljepotu kao karakteristike arhitekture"..
Tijekom svog boravka u Milanu Bramante je u dvorskom ambijentu izrazio i svoju strast za književnošću. Bio je hvaljen upravo i kao pjesnik i glazbenik i, kako je 1521. zabilježio Caporali, "bio je vrlo plodan u pisanju stihova" (starotalijanski: "...fu di facundia grande ne versi"). Ostavio je jedan mali kanconijer od 25 soneta, 15 od njih ljubavno petrarkijske tematike i ostale burleskijskog karaktera, među kojima jedan u kojem se žali na svoju lošu novčanu situaciju..

#### Sveta Marija kod Sv. Satira (1482. – 1486.)
Slijed radova na ovoj građevini bio je složen i još danas nejasan. Dokumenti koji su do sada pronađeni ne ukazuju na to da rješenje apside treba biti pripisano Bramanteu, međutim ta je interpretacija najprisutnija u stručnoj literaturi, usprkos tome što u ugovoru iz 1486. uglavnom nalazimo Amadeovo ime.
Isto tako nemamo dovoljno dokaza da je tzv. oktogonalna "bramantijevska sakristija" Bramanteovo djelo. U vanjskom dijelu kompleksa nalazimo prvi primjer klasičnog reda prisutnog u Milanu.

#### Preobražaj Sv. Ambrozija
To je drugo veliko djelo Bramantea u Milanu, naručeno od Ludovica Sforze i njegovog brata Ascania Sforze. Oni su zahtijevali dva različita zahvata: župni dio za svjetovni red i dva samostana za cistercite smještena na jugu, izmijenivši tako i ostale prostore spojene za samu baziliku.
Župni dvor je bio projektiran oko kvadratnog trijema s četiri slavoluka dvostruke visine, u kojem nalazimo vitruvijansku vezu s antičkim rimskim forumom. Bramante je između 1492. i 1499. uspio sagraditi samo jednu od predviđene četiri strane i postaviti stupove za drugu koja nikad neće biti dovršena. Trijem otkriva brunelleskichijevski utjecaj i predstavlja se kao niz lukova od cigle na stupovima, spljoštenih  kapitela i pulviniranog friza prekinutog s ulaznim lukom. Na trijemu nalazimo također i četiri stupa "laboratas ad tronchonos", čiji bi izgled trebao podsjećati na grubo otesano deblo, povezujući se tako na vitruvijansko podrijetlo drvenog arhitektonskog reda. Prostor između trijema i crkve Bramanteu daje mogućnost da dobije nove kapele između potporanja Sv. Ambrozije, pokrenuvši tako i izgradnju jedne sakristije u apsidalnom dijelu. Na sjevernoj strani, srušivši dijelove spojene za romaničku crkvu Bramante je također ostvario dodatne kapele. Za cistercitski samostan, Bramante je projektirao dva nova klaustra, koja su se počela graditi oko 1497. ali su završena tek nakon njegovog odlaska u Rim, slijedivši drveni uzorak kojeg je ostavio.
Karakteristike tih veličanstvenih klaustara koristit će se kao uzor tijekom čitavog cinquecenta. Karakterizirani su dorskim i jonskim redom (u ono vrijeme još neobičnim), i neobično visokim lukovima, visine 7,5 metara. Takvo rješenje će se pokazati kao veliki uspjeh zbog prilične pogodnosti upotrebe prostora s dvostrukom visinom kao što su knjižnice i menze, ili za prostore na dva kata, namijenjene redovnicima. Tijekom 16. stoljeća u dijelu između dva klaustra ostvaren je jedan veliki refektorij. U tom se kompleksu danas nalazi sjedište katoličkog sveučilišta.

#### Tribuna crkve Svete Marije Milostive u Milanu (1463. – 1490.)
Godine 1490. Guiniforte Solari je završio izgradnju crkve kasnogotičkog obilježja. Tada je Ludovico Sforza naredio rušenje tek sagrađenog kora s dvije bočne kapele kako bi dao mjesta prostranoj renesansnoj tribuni koju neki pripisuju Amedeu a mnogi drugi Bramanteu, zbog nedostatka detaljne dokumentacije.
Arhitekt je postavio dvije bočne apside dvostruko veće od već postojećih kapela i jako izduženi kor koji završava s još jednom apsidom. Amadeo-bramantijevski projekt je dvostruko veći od onog Solarijevog i završava najvećom izgrađenom hemisfernom kupolom nakon one u firentinskoj katedrali (Santa Maria del Fiore).
Tribuna je dovršena nakon Bramantijevog odlaska, što se može primijetiti u kontrastu između tipično renesansnog geometrijskog reda i lombardijske pretjerane dekoracije, ostvarene kasnije i sigurno pripisane Giovanniju Antoniju Amadeu, na osnovi postojeće dokumentacije.

### Druga lombardijska djela
Bramanteu se sigurno pripisuju brojna djela u mnogim lombardijskim gradovima, projektirana tijekom njegovog boravka u Milanu. Često je na građevinama teško odrediti da li se radi o njegovoj izravnoj intervenciji kod izgradnje, da li o korištenju njegovih nacrta ili jednostavno o utjecaju kojeg je majstor ostavio u širokom kulturnom djelokrugu. Upravo se između 15. i 16. stoljeća formirao jedan renesansno-arhitektonski identitet ali konkretno lombardijski s ličnostima kao Cristoforo Solari koji su usvojili bramantijevski jezik. Kao primjer za to imamo svetište Blažene Djevice Marije od Čudesa (talijanski: Santuario della Beata Vergine dei Miracoli) u Saronnu za kojeg ne postoje dokumenti koji potvrđuju Bramanteovo sudjelovanje na početnom projektu, iako postoje stilski elementi koji upućuju na to
.
Za druga djela pak postoje dokumenti, ali s velikim nedostacima:

#### Pavija
Bramanteu se suglasno pripisuje planimetrijski projekt veličanstvene katedrale u Paviji, s oktagonalnom unutrašnjošću koja sadrži kupolu i longitudinalno tijelo s tri broda, kao u firentinskoj katedrali ili u bazilici Svete Kuće (talijanski: Santuario della Santa Casa) u Loretu, tada u izgradnji i koju je Bramante imao prilike upoznati. Bramanteu, koji je sudjelovao u izgradnji, se osim opće planimetrijske sheme, pripisuje i kripta (dovršena 1492.) i podrumski dio apsidalne zone. Nakon Bramanteovog odlaska u Milano, izgradnja se polako nastavlja po projektima nekolicine arhitekata među kojima je i Pellegrino Tibaldi.
U tom projektu iz Pavije nalazimo mnoge naznake Bramanteove široke kulture, među kojima sličnosti s originalnim projektom Brunelleschijeve bazilike Sv. Duha, s polukružnim kapelama koje se nižu duž perimetra vanjskog zida. S tim projektom Bramante postaje nasljednikom inovativnih prijedloga i Brunelleschijevog učenja, i "utemeljiteljem renesansne arhitekture".
Još jedno važno ukazivanje Bramanteove široke kulture bile su ondašnje studije Leonarda da Vincija o građevinama s centralnim tlocrtom, koje pokazuju sličnosti s katedralom u Paviji.
U Paviji mu se još pripisuje izgradnja crkve Sv. Marije u Canepanovi, za koju danas prevladava mišljenje da bi se trebala pripisati Amedeu.

#### Vigevano
Bramante je 1492. i između 1494. i 1496. radio u Vigevanu po zaduženju Ludovica Sforze i tijekom tog boravka je možda postavio urbanističko oblikovanje Vojvodskog trga (talijanski: Piazza Ducale), osim intervencije na dvorcu.

### U Rimu
Novo stoljeće je obilježilo pad Ludovica Sforze (1499.) koji je Bramantea učinio vojvodskim umjetnikom Milanskog Vojvodstva, i isto tako karakterizirano smrću Gasparea Viscontija. Bramante se tada odlučio preseliti u Rim gdje odmah dobiva važne poslove, kao oslikavanje bazilike Sv. Ivana Lateranskog, Klaustar Mira (talijanski: Claustro della Pace), palaču Caprini i Mali hram Sv. Petra (talijanski: Tempietto di San Pietro in Montorio).
Papa Aleksandar VI. imenovao ga je pomoćnim arhitektom. Radio je i za Julija II. kao glavni arhitekt, pobijedivši u konkurenciji s Giulijanom od Sangalla. Ne zna se da li je Bramante prije 1499. ikad bio u Rimu, ali sigurno su ostaci rimske arhitekture imali veliki utjecaj na njega, uzrokujući duboku evoluciju usprkos tome što je majstor tada već imao 55 godina, toliko da su se već prvi njegovi radovi u Rimu uvelike razlikovali od onih u Milanu.

#### Klaustar sv. Marije od Mira (1500. – 1504.)
Vrlo je vjerojatno da je crkva Svete Marije od Mira (talijanski: Santa Maria della Pace) jedan od prvih Bramanteovih djela u Rimu, projektirana upravo 1500., nedugo nakon njegovog dolaska u Rim, po narudžbi Olivijera Carafe.. Arhitektura te građevine govori strogim jezikom bez ikakve dekoracije. U tome se Bramante odvaja od milanskog razdoblja, tijekom kojeg, možda zbog utjecaja lokalnog majstorstva, ostvaruje djela bogatog dekorativnog repertoara.
Klaustar ima kvadratni tlocrt i ostvaren je upotrebom arhitektonskih elemenata i kompozicijom uzetih iz rimske arhitekture. Prvi je red sastavljen od polukružnih lukova prislonjenih na pilastre, uokvirene potpornjima i trabeacijom. Radi se o jednoj od prvih serijskih primjena takvog arhitektonskog rješenja. Gornji red je isto tako inovativan zbog nedostatka struktura s lukovima, već se sastoji od naizmjence postavljenih pilastra i stupova koji podupiru trabeaciju.
Skica klaustra pokazuje preklapanje klasičnih redova: dorski na pilastrima u prizemlju, jonski na parastama i kompozitni na gornjoj galeriji, sljedeći karakteristike preuzete od klasičnih monumenata kao što je Kolosej.

#### Mali hram Sv. Petra (1502.)
Mali hram Sv. Petra je hram monopter, malih dimenzija, izgrađen po uzoru na rimske antičke peripterne i monumentalne hramove (tzv. martyria, jer su podignuti u čast mučenicima). Hram ima cilindrično tijelo koje izražava renesansno divljenje prema savršenom kružnom obliku i izdubljeno je nišama koje čine prostor laganijim. Okruženo je dorskim stupovima (peripter), iznad kojeg nalazimo trabeaciju ukrašenu triglifima i metopama liturgijske tematike grčkog podrijetla. Vanjski niz stupova okružuje prostoriju čiji su zidovi ispunjeni parastama kao projekcijama stupova peristila. Stupovi su postavljeni na bazama kao i rimski (dok su grčki bili postavljeni izravno na stilobat). Unutarnji prostor ima promjer od 4,5 metara, tako da nema dovoljno mjesta za liturgijska slavlja, što vjarojatno znači da nije bio sagrađen za crkvenu namjenu već kao pravi komemorativni spomenik, u ovom slučaju u čast mučeniku sv. Petru. Hram se nalazi na Janikulumu, mjestu na kojem je po tradicionalnom mišljenju svetac bio pribijen na križ.
Na originalnom projektu, dvorište koje je sada kvadratno bilo je kružno i time naglašavalo središnjost hrama. Bramante u ovom projektu ponovo koristi savršeni broj koji sačinjava kružni tlocrt s dva periptera od 16 stupova (kao i u sv. Mariji od Mira). Kupola koja je izgrađena od betona (na antički način), ima polumjer jednak svojoj visini, i visini tambura na kojeg se naslanja, u tome vidimo jasnu vezu s Panteonom, u kojem je kupola, evidentno hemisfernog oblika, visoka točno polovicu cijele građevine.

#### Novi projekt Bazilike Sv. Petra
Desetljećima su pape razmišljali o renoviranju stare paleokršćanske bazilike, koja je sve manje bila u stanju podnositi višestruke funkcije, između ostalog i zbog statičkih problema zbog prilično tankih zidova i krovne rešetke kojoj je prijetilo rušenje. Papa Nikola V. započeo je radove za dodavanje novog kora i transepta starom glavnom brodu, prekrivanje crkve kupolom i renoviranje broda, ali ih nije završio. Nakon dugog vremena neaktivnosti gradilište je ponovo otvorio Julije II. namjeravaući nastaviti radove započete od Nikole V. Međutim 1505. kada je Crkvu i kuriju obuhvatio već potpuno renesansni duh, Julije II. se odlučio za izgradnju nove monumentalne bazilike, koja bi sadržala i veličanstveni mauzolej namijenjen vlastitom pokopu povjeren Michelangelu Buonarrotiju.
Među najboljim umjetnicima toga doba Julije II. je radove povjerio Bramanteu. Ostalo je svega nekoliko njegovih projekata za ovu građevinu, među kojima i poznati "piano pergamena" u kojem je predložio savršen centralni tlocrt s grčkim križem, karakteriziran hemisfernom kupolom postavljenom u središtu kompleksa i još četiri manja grčka križa postavljena simetrično (a quincunx) oko velike središnje kupole.
Projekt predstavlja presudan trenutak u evoluciji renesansne arhitekture, predstavljajući vrhunac raznih intelektualnih i projektantskih iskustava. Velika kupola inspirirana na panteonsku projektirana je da bude betonska. Čitav projekt se povezuje s antičkom rimskom arhitekturom u djelovima gdje zidovi koncipirani kao plastične mase uspijevaju oblikovati prostor u dinamičkom smislu. Izgradnja bazilike je također trebala predstavljati najveću primjenu teoretskih studija započetih od Francesca di Giorgija Martinija i Leonarda da Vincija za crkve sa središnjim tlocrtom, jasno nadahnutih oktagonalnom kupolom Firentinske katedrale. Nalazimo također i druge poveznice s firentinskom školom, naročito s Giulianom iz Sangalla koji je upotrijebio tlocrt s grčkim križem i također predložio projekt s centralnim tlocrtom za baziliku sv. Petra.
Međutim, nisu svi Bramanteovi crteži prikazivali rješenje savršenog centralnog tlocrta, što bi moglo značiti da krajnja konfiguracija crkve još nije bila do kraja određena. Tijekom 1505. razrađene su mogućnosti da se jedan novi dio što je već bio izgrađen uklopi s jednim novim brodom s transeptom i kupolom.
Kod izgradnje je zadržano ono što je sagradio Rossellino za apsidalni kor, i dovršeno s dorskim lezenama u kontrastu s projektom "piano pergamena". Jedino što je sigurno o početnim namjerama Bramantea i Julija II. bila je izgradnja četiriju velikih pilastra spojenih međusobno s četiri velika luka koja su trebala podupirati veliku kupolu, dakle temeljnom elementu nove bazilike.
Usprkos nizu intervencija od strane Raffaella Sanzija,Michelangela Buonarrotija i Carla Maderna, bramantijevski projekti su ipak utjecali na razvoj građevine korištenjem bačvastog svoda i četiriju stupa nadvišenih s isto toliko dijagonalnih pandantiva koji podupiru veliku kupolu. Iako vanjski i dobar dio unutarnjeg djela govore jezikom Michelangela, bili su Julije II. i Bramante pravi stvaratelji novog duhovnog i materijalnog središta Rima.
Radovi koje je vodio Bramante započeli su 1506. rušenjem apside i transepta stare bazilike, izazvavši polemike unutar i izvan Crkve. Bramante je dobio nadimak "maestro ruinante" (majstor ruševina), bio je ismijavan u satiričkom dijalogu "Simia" (majmun) Andree Guernea, objavljenog 1517. u Milanu. U ovoj se satiri, naime opisuje kako se Bramante kao mrtav pojavljuje ispred sv. Petra i biva od njega izgrđen zbog rušenja stare bazilike i on odgovara ponudom rekonstrukcije čitavog Raja.

## Dvorište Belvederea
Bramante je po narudžbi Julija II. od 1505. počeo s projektiranjem i izvođenjem uređenja jednog velikog prostora (oko 300 x 100m) na padini između male palače pape Inocenta VIII., poznatoj kao Casino del Belvedere zbog svoje izdignute pozicije, i ostatka vatikanskog kompleksa (točnije Sikstinske kapele i papinskih odaja).
Dvorište je bilo podijeljeno na tri terase na različitim visinama, spojene rampama, i bočno zatvorene tijelima zgrada. U najdonjem dvorištu, smišljenim u obliku kazališta i izvedenim kao eksedra, bila su postavljena tri reda različitih loža, dorskih,jonskih i korintskih, koji se prekidaju na prvom stubištu s niskim i lagano zakošenim stepenicama. Na vanjskom djelu istočne strane dvorišta nalazi se Porta Giulia od bunje. Drugo dvorište manje površine, bilo je dovršeno zidovima u samo jednom arhitektonskom redu. Stražnje dvorište kojem se prilazilo putem dvostrukog stubišta u obliku leptira, sadrži zidove u dva niza s parastama složenim tako da stvaraju oblik serliana. Perspektiva dvorišta je završavala jednom velikom nišom, ostvarenom 1565. od arhitekta Pirra Ligoria kako bi starom Casinu del Belvedere dao konačni izgled.
Iza velike niše realizirano je još jedno oktagonalno dvorište, također zvano "dvorište Belvederea", koje je dugo vremena čuvala zbirku papinih antičkih kipova, uključujući i Belvederskog Apolona i Laokonta. Pokraj tog dvorišta Bramante je sagradio jedno spiralno stubište koje je ugrađeno u novi kompleks zvan Casino Inocenta VIII. (izvorna Vila Belvederea). Bramante nije doživio završetak izgradnje ovog kompleksa, kao između ostalog i svih velikih papinskih građevina. Radovi su se nastavili kroz čitavo 16. stoljeće. Cjeloviti Bramanteov projekt je ipak kroz daljnja razdoblja bio izmijenjen. Između 1585. i 1590. dvorište Belvedera je bilo odvojeno od poprečnog dijela Biblioteke Siksta V., prekidajući tako vizualni kontinuitet velikog terasastkog prostora. Godine 1822. ostvarena je dodatna poprečna građevina, gdje su danas smješteni Vatikanski muzeji. Od tada dakle postoje tri otvorena dvorišta: Dvorište borove šiške (koje je dobilo ime po golemoj brončanoj skulpturi u obliku šiške), dvorište biblioteke i dvorište belvederea. Taj se građevinski kompleks koristi uglavnom za muzejske svrhe.

## Palača Caprini (uništena)
Ova palača koju je projektirao Bramante oko 1510., bila je poznata i kao palača od Raffaella, zato što je umjetnik tamo živio i umro. Bila je preuređena u 16. stoljeću i naknadno uništena u 17. stoljeću. Usprkos tome bila je temeljni uzorak civilne arhitekture renesanse, predstavljajući model građevine koja će mnogo puta biti oponašana u Rimu i drugim gradovima.
Fasada palače bila je okarakterizirana visokim temeljima u lažnoj bunji stvorenoj oplatom, koja se nastavlja na čitavom prizemlju, namijenjenom trgovinama i na središnjem katu (mezzanino). Gornji kat je sastavljen nizom parova dorskih stupova s cjelovitom trabeacijom koja se podudara s potkrovljem do kojeg je svjetlo dopiralo kroz metope u obliku otvora.

## Ostala djela u Rimu
- Via Giulia: osim ostalih arhitektonskih djela Bramante se za Julija II. brinuo i o jednom urbanom uređenju, prilagođenje ulice "magistralis" kako bi postala uzor novim pravilima gradnje i smjernica za širenje i obnavljanje grada. Ulica je paralelna s Via della Lungara traženom od Aleksandra VI. projektirana tako da budu spojene novim mostom koji je bio realiziran tek nakon pada Papinske Države.
- Projekt za crkvu sv. Celza i Julijana
- Kor crkve sv. Marije od naroda
- Projekt za palaču sudova (talijanski: Palazzo dei Tribunali) u Rimu
- Palača Castelessi
- Dvorište sv. Damasa u Vatikanu (pripisivanje)

## Druga djela u papinskim posjedima
Bramanteu se pripisuju razna djela u Laziu i na području svih papinskih posjeda kao npr. crkva u Capranici Prenestini, tzv. Ninfeo di Ganazzano i općinsku palaču u Tarquiniji.

### Utvrde
Kao glavni papinski arhitekt Bramante je bio zadužen za sve papinske tvornice i vjerojatno je sudjelovao u projektiranju utvrda, kao što su utvrda zvana "od Bramantea" u Civitavecchi, utvrda u Civita Castellani (oko 1506.), i drugih.

### Loreto
Kao Papin arhitekt Bramante je od 1507. do 1509. radio na Svetištu sv. Kuće u Loretu. Svetište je od prije već bilo izgrađeno te se Bramante brinuo za projektiranje fasade koja nije realizirana, za trg ispred obližnje Apostolske palače, te za mramornu oblogu koja sadrži "sv. Kuću iz Nazareta", ostvarenu kasnije pod vodstvom njegovih nasljednika u Loretu: Cristoforo Romano (1509. – 1512.), Andrea Sansovino (1513. – 1525.), koji je ostvario niske reljefe i skulpture), Ranieri Nerucci i Antonio iz Sangalla mlađi.

### Župna crkva u Roccaveranu
Osim temeljnih doprinosa u vraćanju klasičnih arhitektonskih redova, istraživanju centralnog tlocrta i općeg arhitektonskog jezika zrele renesanse Bramante se uhvatio u koštac s teškim problemom kako prilagoditi crtež fasade klasičnog hrama bazilikalnoj građi crkava s brodovima na više razina.
Bramante se u crkvi sv. Marije od Navještenja u Roccaveranu susreo s tim problemom kojeg je riješio još prije Paladijevih venecijanskih crkvi. Fasada, projektirana oko 1509. pripisuje se Bramanteu i uklapa se s unutarnjim dijelom crkve.

### Klaustar Montecassina
Bramanteu se pripisuje projekt klaustra na ulazu u opatiju od Montecassina.

### Kapela od Succorpa u Napulju
Kapela od Succorpa,  kripta koja je smještena ispod apside datirana između kraja 15. i početka 16. stoljeća okarakterizirana shemom s tri broda naglašena mramornim stupovima. Projekt se pripisuje Bramanteu a smatra se da ju je realizirao Tommaso Malvito.